# 36 Eskadra Lotnicza
36 eskadra lotnicza – pododdział lotnictwa Wojska Polskiego w II Rzeczypospolitej.

## Formowanie i zmiany organizacyjne
Rozkazem MSWojsk. Departamentu Żeglugi Powietrznej, L.dz. 25 ŻP/tjn.Og.-Org. z 18 marca 1926, przystąpiono w 3 pułku lotniczym do organizacji 36 eskadry lotniczej. Jako wyposażenie eskadra otrzymała 2 samoloty Bristol F2B oraz 1 Potez XV. Eskadra weszła w skład nowo formowanego III dywizjonu lotniczego.
Brak personelu latającego uniemożliwił osiągnięcie zdolności ćwiczebnej. Rozkazem MSWojsk. Departamentu Żeglugi Powietrznej L.dz. 500/tjn.0g.-0rg. z 26 maja 1926 nakazano rozwiązanie III dywizjonu 3 pułku lotniczego. Tym samym 36 eskadra lotnicza została rozformowana, a personel i sprzęt przesunięto do innych eskadr 3 pułku lotniczego.

## Dowódcy eskadry
- kpt.pil. Adam Kowalczyk[1]